# Andrea Huber
Andrea Huber (Samedan, 9 de mayo de 1975) es una deportista suiza que compitió en esquí de fondo. 
Participó en dos Juegos Olímpicos de Invierno, obteniendo una medalla de bronce en Salt Lake City 2002, en la prueba de relevo (junto con Laurence Rochat, Brigitte Albrecht-Loretan y Natascia Leonardi Cortesi), y el cuarto lugar en Nagano 1998, en la misma prueba.

## Palmarés internacional
| Juegos Olímpicos | Juegos Olímpicos                | Juegos Olímpicos  | Juegos Olímpicos |
| Año              | Lugar                           | Medalla           | Prueba           |
| ---------------- | ------------------------------- | ----------------- | ---------------- |
| 2002             | Salt Lake City (Estados Unidos) | Medalla de bronce | Relevo 4 × 5 km  |